# Marie Koopmans-De Wet
Maria (Marie) Margaretha Koopmans-de Wet (Kaapstad, 18 maart 1834 – aldaar, 2 augustus 1906) was een prominent Zuid-Afrikaans activiste, voorvechtster voor Afrikanerrechten, een cultureel vooraanstaand Kaap-Nederlands figuur en een Kaapstadse gastvrouw en filantroop.

## Biografie
Als jonge Kaap-Hollandse vrouw uit de gegoede burgerij te Kaapstad werd zij sterk aangegrepen door de lotgevallen van de Voortrekkers en de totstandkoming van de Boerenrepublieken. Dit legde de basis voor een vurig patriottisme in haar latere leven. En dit was geen evidentie, aangezien de Kaapkolonie gedurende bijna de ganse negentiende eeuw onder Brits bestuur stond en tijdens haar leven de Eerste en de Tweede Boerenoorlog woedden in het binnenland van Zuid-Afrika. Door een bemiddelende aanpak wist zij in moeilijke tijden respect af te dwingen bij de verschillende partijen in het conflict.   
Haar woning in de Strandstraat in Kaapstad, momenteel een museum met de naam 'Koopmans-de Wet Huis', was in de latere negentiende eeuw een ontmoetingsplek voor heel wat vooraanstaande Kaapse inwoners en zelfs Boerenpresidenten.
In 1879 overleed haar echtgenoot Johan Christoffel Koopmans, die uit Nederland afkomstig was. Op dat ogenblik waren ook haar beide ouders reeds overleden. Zij en haar zuster bleven wonen in het ouderlijke huis in de Strandstraat en bleven de sociale status van de familie hoog houden. 
In 1881 maakte ze samen met haar zus een reis naar verschillende Europese landen en in Nederland leerde ze er de familieleden van haar overleden man kennen. Op deze reis begaf Maria zich in de hogere kringen en werd ze zelfs aan het hof van koning Willem III van Nederland ontvangen. Toen hij enkele jaren later stierf, richtte zij een persoonlijke brief van medeleven aan koningin Emma en stuurde een krans.
Na nog een tweede reis door Europa beslisten de zussen om hun ouderlijke huis aan de Strandstraat in Kaapstad open te stellen voor tal van culturele en politieke gasten. Hun huis stond weldra bekend als de "Strandstraatse Salon". Ze verzamelden kunstvoorwerpen en hun doel was om Kaap-Hollandse tradities op plechtstatige wijze in ere te houden. Juist daarom ontvingen ze ook vreemdelingen, vooral dan Engelsen, om hen aan te tonen dat grootmoedigheid een inherente karaktertrek van hun volk was. Ze stimuleerden jonge mensen van zowel Britse als Nederlandse afkomst om muziek te maken door kamerconcerten mogelijk te maken in hun huis.
In dit ouderlijke huis had Maria reeds op jonge leeftijd contact met vooraanstaande Kaapse personen, zoals John Truter, haar oom, die een belangrijk Kaaps rechtsgeleerde was. Ook de Prince Impérial, zoon van Napoleon III en keizerin Eugénie, heeft tijdens zijn kort verblijf in 1879 aan de Kaap op weg naar Zoeloeland met Maria kennis gemaakt. Toen hij vervolgens sneuvelde in een hinderlaag in Zoeloeland, heeft Marie namens de vrouwen en moeders van de Kaap een roerende brief aan de keizerin gestuurd om hun medeleven met haar te betuigen. Op politieke gebied heeft zij staatsmannen gekend zoals Henry Bartle Frere en Cecil Rhodes. Laatstgenoemde heeft op een keer van haar gezegd: "Ik vrees haar meer dan de heel Afrikanerbond".
Jan Hendrik Hofmeyr was een persoonlijke vriend van de zussen, zoals ook de Boerenpresidenten Jan Brand, F.W. Reitz, Paul Kruger en M.T. Steyn.
Maria zette zich fel in voor het behoud van historische gebouwen in haar stad. Toen het Kasteel de Goede Hoop in 1886 dreigde gesloopt te worden, wist zij dit met succes te verhinderen.

### Bevordering van de Nederlandse taal
Een van haar grootste belangstellingen was de verdediging van de Nederlandse taal aan de Kaap. Nadat die taal bijna een halve eeuw uit het openbare leven was geweerd ten gevolge van het taalbeleid van gouverneur Charles Somerset, werd het Nederlands vanaf 1882 weer naast het Engels in parlementaire debatten toegelaten.
In 1883 reikte ze een boekenprijs uit voor Nederlands aan de South African College en ook voor geslaagde kandidaten in de Taalbondexamens. Bij de stichting van de Zuid-Afrikaansche Taalbond in 1890 wordt Maria lid van het hoofdbestuur. Toen het Nederlandse taalmonument in 1893 bij Burgersdorp onthuld werd, borduurde zij hiervoor op een spandoek "Lang leve onze taal" en stuurde daarbij een gouden medaille met de woorden "De Hollandsche taal in Zuid-Afrika, 1806–1893. Ik worstel maar bezwijk niet". In 1903 was zij een van de oprichters van het maandblad De Goede Hoop, waarvoor zij de naam had bedacht. 
Maria was aldus een prominent voorstander van de Nederlandse taalbeweging aan de Kaap. Echter, enigszins in tegenstrijd met die Nederlandse taalbeweging was er gelijktijdig ook een Afrikaanse Taalbeweging aan de gang in de Kaapkolonie die het Afrikaans als cultuurtaal wou promoten als beste verdediging tegen de verengelsing. Uiteindelijk bereikte die beweging dat het Afrikaans op 8 mei 1925 in Zuid-Afrika gelijk werd gesteld aan het Nederlands. Een van de argumenten van de Afrikaanse Taalbeweging om het Nederlands in Zuid-Afrika te weren was dat het Nederlands voor Zuid-Afrikanen te moeilijk te leren was, hetgeen een redelijk argument ter onderbouwing van het grote taal- en cultuurverschil leek. Op den duur leidde deze instelling tot een groeiend nationalisme van sprekers van het Afrikaans in Zuid-Afrika, waaraan Malan in hoge mate bijdroeg. In 1975 werd te Paarl het Afrikaanse Taalmonument ingehuldigd, meer dan 80 jaar na het Nederlandse taalmonument van Burgersdorp.   

### Tweede Boerenoorlog
Tijdens de Tweede Boerenoorlog (1899-1902) zette Maria zich fel in voor de belangen van de wezen en weduwen van de Boerenrepublieken in de concentratiekampen alsook ten behoeve van de Boerenrepublieken in hun geheel.
Ze was vanuit haar huis in Kaapstad voortdurend op de hoogte van wat er tijdens de oorlog gebeurde en kreeg destijds de delegaties over de vloer van president Paul Kruger en generaal Joubert toen ze op weg waren naar Engeland voor onderhandelingen.
Toen Olive Schreiner in 1899 haar pamflet uitbracht met een oproep voor recht en vrede in een poging de ogen van het Engelse publiek te openen voor de realiteit van de situatie, heeft Marie een exemplaar daarvan naar een vriendin in Londen gestuurd met het verzoek dat zij dit naar koningin Victoria moest doorsturen. Hierna nam Maria de leiding in het protest tegen de mistoestanden in de Boerenrepublieken en ook ten opzichte van de krijgsgevangenen. Zij organiseerde ook een vredespetitie die resulteerde in 16.750 handtekeningen welke aan koningin Victoria diende voorgelegd te worden met het verzoek om een vreedzame oplossing tussen Groot-Brittannië en de Zuid-Afrikaansche Republiek te proberen vinden.
- Digitale Bibliotheek voor de Nederlandse Letteren: koop042
- International Standard Name Identifier: 0000 0003 9156 9368
- Nederlandse Thesaurus van Auteursnamen: 070192677
- Virtual International Authority File: 285418621
- WorldCat: E39PBJdmfYmrQ9ghfKRpkMGWDq